# 马力强
马力强（1953年—），男，中华人民共和国政治人物，曾任国家发展改革委员会副秘书长，国有重点大型企业监事会主席。